# Кругляков, Тимофей Петрович
Тимофей Петрович Кругляков (5 ноября 1890 — 24 мая 1966) — советский военачальник, в Великой Отечественной войне командовал стрелковыми корпусами, генерал-майор (4.06.1940). Полный Георгиевский кавалер.

## Первая мировая и гражданская войны
Родился 5 ноября 1890 г. станица Ермаковская области войска Донского, ныне Тацинского района Ростовской обл. Русский. Из казаков.
В Русской императорской армии с октября 1911 года. Служил рядовым и младшим взводным фейерверкером в 3-й батарее 52-й артиллерийской бригады (батарея дислоцировалась в городах Порт-Петровск и Темир-Хан-Шура). Участник Первой мировой войны с августа 1914 года, воевал с бригадой старшим фейерверкером в подпрапорщиком на Западном фронте. За боевые отличия он был награжден Георгиевскими крестами всех четырёх степеней и Георгиевской медалью 4-й степени, полный Георгиевский кавалер. С октября 1916 года был юнкером 3-й Иркутской школы прапорщиков, а после ее окончания в январе 1917 года направлен в 214-й пехотный запасной полк в Новохоперск, где проходил службу младшим офицером и командиром роты. Активно участвовал в революционных событиях 1917 года, при проезде казачьего эшелона с фронта в Донскую область в октябре – ноябре 1917 года по решению Новохопёрского ревкома участвовал с ротой в разоружении казаков. Подпоручик Т. П. Кругляков был демобилизации в феврале 1918 года.
Вернулся на родину, работал заведующим военным отделом станичного Зимниковского исполкома Сальского округа. Участник Гражданской войны с марта 1918 года, когда сформировал Зимниковский краснопартизанский добровольческий отряд и с ним воевал против белогвардейских частей генерала Попова. Затем с отрядом отошёл с Дона под давлением войск генерала П. Н. Краснова и австро-германских интервентов. Участвовал в обороне Царицына, где в июле отряд вошёл в Красную Армию, переброшен в район Жутово — Котельники, на его базе был сформирован Жутовский боевой участок, а Т. П. Кругляков утвержден его начальником. В июне 1918 года назначен командиром отдельной бригады в 10-й армии (бригада была образована на базе Жутовского боевого участка). Воевал на Царицынском фронте, с апреля 1919 командовал бригадами в 37-й и 39-й стрелковых дивизиях на Южном фронте, при этом с 1 по 5 октября 1919 был врид начальника 39-й стрелковой дивизии. Воевал против войск генерала А. И. Деникина, в феврале 1920 года был тяжело ранен и находился на лечении в госпитале в станице Великокняжеская. С августа по сентябрь 1920 — врид начальника 47-й стрелковой дивизии на Западном фронте, участвовал в советско-польской войне. С января 1921 года — командир 140-й стрелковой бригады в 47-й стрелковой дивизии.

## Межвоенный период
После войны в марте 1921 года Т. П. Кругляков Постановлением РВС 1-й Конной армии был уволен в запас и командирован в распоряжение Донского комитета ВКП(б) для усиления местных органов Советской власти на Дону. С 1921 года — председатель Мелеховского станичного исполкома Новочеркасского округа;, с марта 1924 — председатель Зимниковского райисполкома Сальского округа, с июня 1928 — управляющий отделением Северо-Кавказского сельхозбанка в Ставрополе и одновременно заведующий организационным отделом Ставропольского окружного исполнительного комитета.
В октябре 1929 года вновь призван в РККА, направлен на учёбу и окончил  Стрелково-тактические курсы усовершенствования комсостава РККА  имени Коминтерна «Выстрел»» в 1931 году. С июля 1931 года служил помощником командира 50-го стрелкового полка 17-й Нижегородской стрелковой дивизии Московского военного округа, в январе 1932 — помощник командира 165-го стрелкового полка 55-й стрелковой дивизии там же. С января 1932 по ноябрь 1934 года — командир и военный комиссар 219-го стрелкового полка 73-й стрелковой дивизии Сибирского военного округа (Славгород, Алтайский край), затем направлен в академию.
Окончил особый факультет Военной академии РККА имени М. В. Фрунзе в 1936 году. С ноября 1936 — помощник командира 96-й стрелковой дивизии Киевского военного округа (Проскуров), с 15 июня 1937 — командир 56-й стрелковой дивизии Ленинградского военного округа, с 14 июля 1937 — командир 99-й стрелковой дивизии Киевского военного округа (Умань). С декабря 1937 года — член Военного совета Харьковского военного округа, с 8 марта 1939 года — заместитель командующего войсками Северо-Кавказского военного округа, с 22 июля 1940 года — помощник командующего войсками Орловского военного округа по ВУЗам.  

## Великая Отечественная война
24 июня 1941 года был назначен помощником командующего войсками Среднеазиатского военного округа по ПВО и командующий Среднеазиатской зоной ПВО. С апреля 1942 года — заместитель командующего Войсками ПВО СССР, с июля —— вновь командующий войсками Среднеазиатской зоны ПВО.
Участвовал в Великой Отечественной войне с октября 1942 года, когда был назначен представителем Центрального штаба партизанского движения на Сталинградском фронте. После реорганизации штаба в январе 1943 года направлен в распоряжение Главного управления кадров НКО СССР, вскоре назначен заместителем командующего 4-й танковой армией, формирующейся в Московском военном округе, но вскоре решение о её формировании было отменено, и в апреле 1943 года назначен на ту же должность в 3-ю резервную армию, которая в июле переименована в 21-ю армию и передана на Западный фронт. 
С 31 июля 1943 года — командир 69-го стрелкового корпуса. В составе 21-й, 68-й и 33-й армий Западного фронта корпус участвовал в Смоленской, Спас-Деменской, Ельнинско-Дорогобужской, Духовщинско-Демидовской, Смоленско-Рославльской наступательных операциях, в освобождении города Ельня. В этих операциях Т. П. Кругляков показал себя «требовательным к себе и подчинённым, тактически грамотным командиром, умеющим правильно организовать взаимодействие родов войск» (из боевой характеристики). 
С 23 ноября 1943 года — командир 113-го стрелкового корпуса в составе 49-й и 31-й армий Западного и 3-го Белорусского фронтов. Участвовал в оказавшейся неудачной Витебской наступательной операции в марте 1944 года. За потерю управления корпусом в ходе этой операции был отстранён от должности 30 мая 1944 года. С июля 1944 года — командир 46-й запасной стрелковой дивизии Приволжского военного округа.

## Послевоенный период
После войны продолжил службу в Советской армии. С января 1946 года — начальник строительства и расквартирования войск Казанского военного округа, после переформирования округа в феврале 1946 года — на такой же должности в Приволжском военном округе. С июля 1946 года — военный комиссар Татарской АССР. С июля 1954 года — в запасе. Умер 24 мая 1966 в городе Казань.

## Воинские звания
- полковник (30.12.1935);
- комбриг (15.06.1937);
- комдив (31.12.1937);
- комкор (9.02.1939);
- генерал-майор (4.06.1940).

## Награды
Российская империя
- Георгиевский крест 4-й степени № 17678 — за отличия в боях под Тарнавкой и Высокой 27 августа 1914.
- Георгиевский крест 3-й степени № 3742 — в боях 15 и 16 мая 1915 при взятии Синявы; находясь всё время на передовом наблюдательном пункте, под сильным огнём неприятеля, поддерживал непрерывную связь с пехотой и, кроме того, своими наблюдениями способствовал успешному действию батареи.
- Георгиевский крест 2-й степени — в боях с 10 по 15 июля 1915 у деревни Майдан-Островской, будучи передовым наблюдателем в окопах 207-го пехотного Новобаязетского полка, находясь под действительным ружейным огнём и тяжёлой артиллерии противника, давал ценные указания относительно расположения батарей противника 15 июля 1915, обнаружил шести-орудийную батарею противника. Корректировал стрельбу своей батареи, результатом чего неприятельская батарея, всё время до того стрелявшая по окопам 207-го полка, замолчала и на другой день, на прежней позиции её уже не было.
- Георгиевский крест 1-й степени — в боях 27 июля 1915 под деревней Потоки, находясь передовым наблюдателем в пехотных цепях 206-го пехотного Сальянского полка под перекрёстным ружейным и артиллерийским огнём противника, нашёл скрытую неприятельскую батарею, корректировал стрельбу, после которой вражеская батарея замолчала и более не обстреливала фланг нашей пехоты.
- Георгиевская медаль 4-й степени № 386100 — в боях под Мацарже на позиции на Погорелом острове с 20 по 23 февраля 1916 под огнём тяжёлой артиллерии и огнём с аэропланов, поддерживал беспрерывную связь наблюдательного пункта с батареей, исправляя под огнём перебиваемые снарядами провода.
- Тёмно-бронзовая Французская медаль[уточнить] — за бои против неприятеля (награждён 9 октября 1915).

СССР
- Орден Ленина (21.02.1945)
- Три ордена Красного Знамени (20.02.1928 [3], 22.02.1938, 3.11.1944)
- Орден Кутузова 2-й степени (28.09.1943)
- Орден Красной Звезды (1944)
- Медали